# 阿利索维耶霍
阿利索维耶霍（英語：Aliso Viejo）是美国加利福尼亚州橘郡下属的一座城市。建市于2001年7月1日，面积大约为7.47平方英里（19.3平方公里）。根据2010年美国人口普查，该市有人口47,823人。